# Tê Hà, Yên Đài
Tê Hà (tiếng Trung:栖霞市, Hán Việt: Tê Hà thị) là một thành phố cấp huyện của địa cấp thị Yên Đài, tỉnh Sơn Đông, Cộng hòa Nhân dân Trung Hoa. Thành phố Tê Hà có diện tích 2016 km2 và dân số năm 2001 là 660.000 người. Thành phố Tê Hà có các đơn vị hành chính gồm 2 nhai đạo và 13 trấn. 